# Joseph Hippolyte Guibert
Joseph-Hippolyte Guibert OMI (ur. 13 grudnia 1802 w Aix-en-Provence, zm. 8 lipca 1886 w Paryżu) – francuski duchowny katolicki, arcybiskup Paryża i kardynał.

## Życiorys
Przyszedł na świat w rodzinie ogrodnika. Na kapłana kształcił się w seminarium w Aix. W 1822 wstąpił do zakonu oblatów Maryi Niepokalanej. Studiował następnie w domu zakonnym w Marsylii. Święcenia kapłańskie otrzymał 14 sierpnia 1825. Przez wiele lat był duszpasterzem w Marsylii, a także przez dwa lata superiorem nowicjatu. W 1835 inkardynowany do diecezji Ajaccio. Służył jako superior w seminarium, a także wikariusz generalny.
24 stycznia 1842 otrzymał nominację na biskupa Viviers. Konsekrowany w Marsylii przez tamtejszego biskupa Charles-Eugène de Mazenod OMI, przyszłego świętego. W 1845 został asystentem Tronu Papieskiego. W marcu 1857 został metropolitą Tours. Brał udział w obradach soboru watykańskiego I. 27 października 1871 przeniesiony na stanowisko arcybiskupa Paryża. W grudniu 1873 otrzymał kapelusz kardynalski z tytułem prezbitera San Giovanni a Porta Latina. Brał udział w konklawe 1878. Pochowany początkowo w katedrze paryskiej, a w 1925 ciało przeniesiono do bazyliki Sacre Coeur na Montmartre.